# 長沢背稜
長沢背稜（ながさわはいりょう）とは東京都と埼玉県の境界の一部をなす稜線。正確な定義はないが、雲取山北方の芋木ノドッケから天目山（三ッドッケ）付近までを意味することが多いようである。
この山域としては比較的標高の高い山々が連なる稜線で、多摩川の支流日原川と、荒川の支流浦山川の分水嶺をなす。南側は奥多摩、北側は秩父山地の領域に属し、日原川側には沢登りの対象となる沢が多数ある。また、途中の水松山付近から南に派生した尾根上に天祖山がある。
登山道はある（ただし稜線の南側を巻いている箇所が多い）が、比較的山が深く、距離が長く、山小屋も避難小屋しかないため、歩く人は多くない。冬季には、この山域で最も雪の深い場所であり、過去に遭難事件も起こっている。

## 通る山
※芋木ノドッケ側から順に
- 長沢山(1720m)
- 水松山(1699.2m)
- 滝谷ノ峰(1710m)
- 酉谷山(1718.3m)
- 七跳山(1651m)
- 天目山（三ツドッケ）(1576.0m)